# Hyla wrightorum
Hyla wrightorum és una espècie de granota que es troba a Mèxic i als Estats Units.